# Brauner Hirsch (Gernrode)

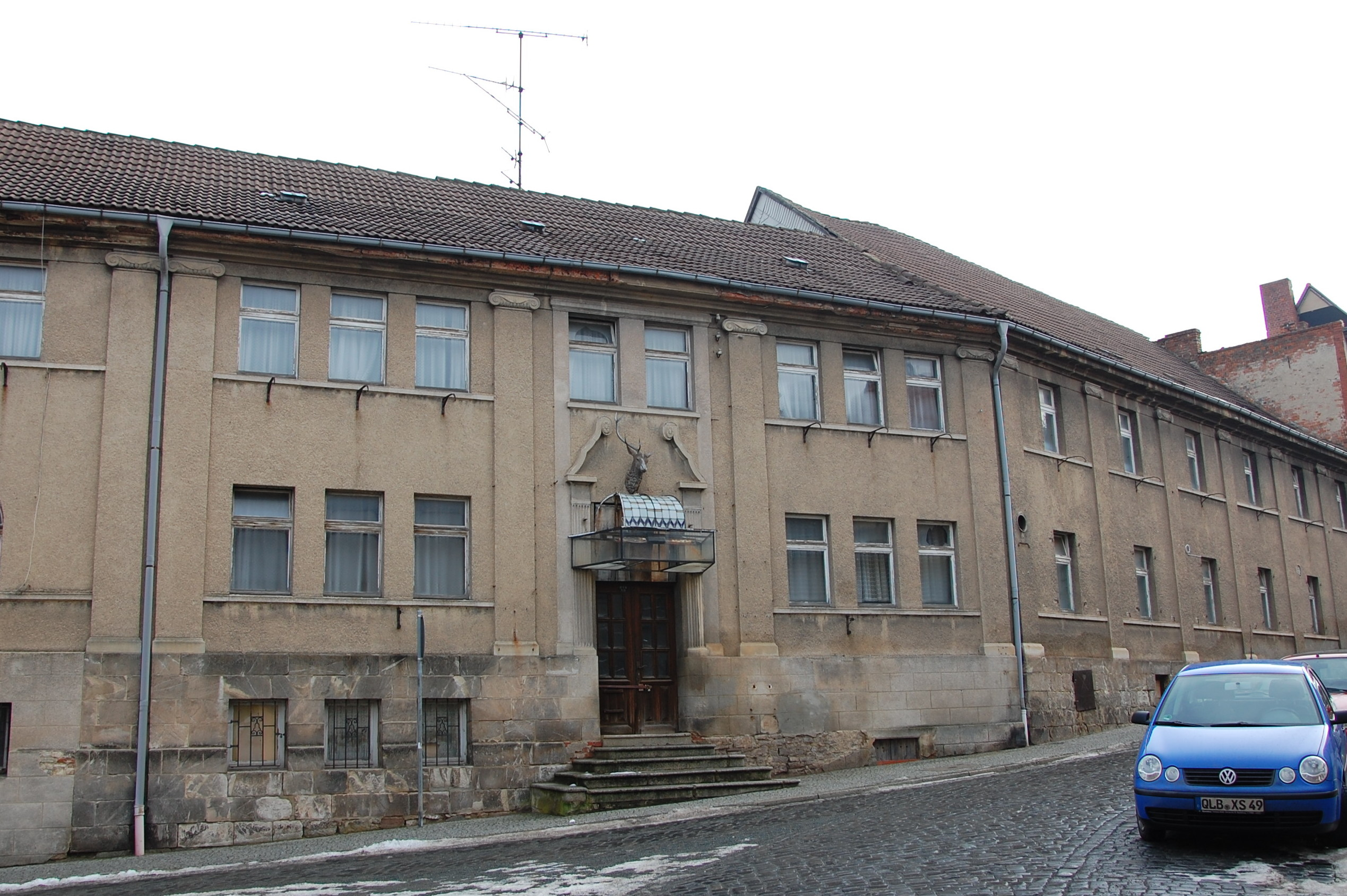
Gasthof Brauner Hirsch

Der Gasthof Brauner Hirsch ist ein denkmalgeschütztes Gebäude in dem zur Stadt Quedlinburg in Sachsen-Anhalt gehörenden Ortsteil Stadt Gernrode.

## Lage
Das Gebäude befindet sich in der Gernröder Altstadt an der Einmündung der Häuschenstraße auf die Clara-Zetkin-Straße an der Adresse Clara-Zetkin-Straße 18 und ist im örtlichen Denkmalverzeichnis als Gasthof eingetragen. 

## Architektur und Geschichte
Das große, das Straßenbild prägende Anwesen ist einer der ältesten Standorte einer Gastwirtschaft in Gernrode. Als ein ursprünglicher Name ist die Bezeichnung Gasthaus Deutsches Haus überliefert. Im Jahr 1736 bricht während einer Parforcejagd ein Hirsch aus und wird von 70 Hunden verfolgt und nach drei Stunden direkt vor dem Gasthaus gestellt. Der Gasthof wird darauf in Brauner Hirsch umbenannt. Besitzer des Hofs waren zu diesem Zeitpunkt Nachkommen der Familie Morgenroth.
Die heutige Bebauung entstand in der Zeit um 1910/1920. Die verputzte Fassade des zweigeschossigen Hauses ist im Stil des Neoklassizismus gegliedert. Es bestehen kolossale ionische Pilaster.
Im Saal des Gasthofs befand sich von 1920 bis 1990 ein Kino, das „Kammer-Lichtspiele“ genannt wurde. Die Kammerlichtspiele wurden im Laufe der Zeit mehrfach umgebaut und erweitert. Die letzte Erneuerung fand 1966 statt. Es wurden die Wände, die Leinwand, die Bestuhlung und die Technik getauscht und erneuert. Der Umbau kostete 95.000,- MDN und bot fortan 350 Kinobesuchern Platz.
Derzeit (Stand 2014) steht das Gebäude leer.